# Jamie Dornan
Jamie Dornan (Holywood, County Down, 1 mei 1982) is een Noord-Iers acteur en voormalig model. 

## Levensloop en carrière
Dornan groeide op in een gezin met twee oudere zussen. Zijn vader is een dokter en zijn moeder stierf aan kanker toen hij zestien jaar oud was. Hij studeerde aan de Methodist College in Belfast. Oscarwinnares Greer Garson was zijn oudtante. In het begin van zijn carrière deed hij vooral modellenwerk en werkte hij onder meer voor Calvin Klein, Hugo Boss en Giorgio Armani, maar dat deel van zijn carrière is stopgezet.
Zijn eerste grote rol als acteur kreeg Dornan in 2006, toen hij de rol van Axel von Fersen in Sofia Coppola's Marie Antoinette speelde. Vanaf 2011 speelt hij in de Amerikaanse televisieserie Once Upon a Time en in 2013 was hij te zien in de Britse serie The Fall waar hij naast Gillian Anderson de rol van een seriemoordenaar speelt. In 2015 speelde Dornan de rol van Christian Grey in de verfilming van het spraakmakende boek Fifty Shades of Grey van E.L. James.

### Privé
Dornan trouwde met actrice Amelia Warner, samen hebben ze drie dochters.

## Filmografie
- 2006 - Marie Antoinette, als Axel von Fersen
- 2008 - Beyond the Rave, als Ed
- 2009 - Shadows in the Sun, als Joe
- 2011 - Once Upon a Time, als Sheriff Graham / The Huntsman
- 2013 - The Fall, als Paul Spector
- 2014 - New Worlds, als Abe Goffe
- 2014 - Flying Home, als Colin
- 2015 - Fifty Shades of Grey, als Christian Grey
- 2016 - Anthropoid, als Jan Kubiš
- 2016 - The Siege of Jadotville
- 2016 - The 9th life of Louis Drax, als Dr.Allan Pascal
- 2017 - Fifty Shades Darker, als Christian Grey
- 2018 - Fifty Shades Freed, als Christian Grey
- 2018 - Robin Hood, als Will Scarlet
- 2020 - Wild Mountain Thyme
- 2021 - Belfast, als Pa
- 2023 - Heart of Stone als Parker

- Biblioteca Nacional de España: XX5579266
- Bibliothèque nationale de France: cb169526988 (data)
- Gemeinsame Normdatei: 1066355878
- International Standard Name Identifier: 0000 0001 3151 2373
- Library of Congress Control Number: no2013089892
- Nationale Bibliotheek van Letland: 000343671
- Nationale Bibliotheek van Tsjechië: mzk2016897867
- Nederlandse Thesaurus van Auteursnamen: 383984130
- Système universitaire de documentation: 191627232
- Virtual International Authority File: 305236822
- WorldCat: E39PBJyMmJV4MftbjPKRRqk4bd